# Pustověty
Pustověty település Csehországban, Rakovníki járásban. Pustověty Ruda, Městečko, Pavlíkov, Velká Buková, Lašovice és Nový Dům településekkel határos. Lakosainak száma 123 fő (2024. január 1.).

## Népesség
A település lakosságának változását az alábbi diagram mutatja:
| Lakosok száma | 272  | 271  | 276  | 238  | 187  | 149  | 139  | 138  | 123  | 123  |
|               | 1869 | 1900 | 1921 | 1961 | 1980 | 2011 | 2016 | 2019 | 2021 | 2024 |